# Overlevelsesbias
Overlevelsesbias er en fejlslutning af koncentration af datapunkter der har bestået en udvælgelsesproces, mens man overser dem, som ikke kom igennem processen. Dette kan lede til forkerte konklusioner, fordi dataen ikke er komplet.
Overlevelsesbias er en form for udvælgelsesbias, der kan lede til overdrevent optimistiske beslutninger, som følge af flere fejl, der bliver overset, eksempelvis virksomheder ikke længere eksisterer der udelades fra analyser om finansielle præstationer. Det kan også lede til falsk tro på succes i en gruppe der har særlige egenskaber, i stedet for blot et sammentræf som i korrelation "beviser" kausalitet.
En anden slags overlevelsesbias involverer at tænke på en begivenhed der slet ikke var farlig, fordi de eneste personer der var involveret i begivenheden og kan tale om den, er dem som overlevede. Selv hvis man vidste, at nogle personer er døde, vil de ikke kunne bidrage til diskussionen, hvilket kan leder til bias i samtalen.
Under anden verdenskrig inkluderede statistikeren Abraham Wald overlevelsesbias i sine beregninger, der omhandlede minimering af tab af bombefly under krigen. Statistical Research Group (SRG) på Columbia University, som Wald var en del af, undersøgte skader på fly der var kommet tilbage fra mission, og anbefalede at øge pansret i de områder, der viste færrest skader. Skudhullerne i de fly, der kom tilbage efter en mission, repræsenterede de områder, hvor en bombefly kunne blive ramt og stadig være i stand til at flyve tilbage til basen. Derfor foreslog Wald at flåden forstærkede de områder, hvor flyet var uskadet,:88 da han udledte, af fly som blev ramt i disse områder havde større sandsynlighed for at gå tabt. Hans arbejde betragtes som banebrydende i den dengang begyndende disciplin operationsanalyse.